# Khi1 d'Orió
|  | Per a altres significats sobre Khi² Orionis, vegeu «Khi2 Orionis». |

Khi¹ d'Orió (χ¹ Orionis) és un estel a la constel·lació d'Orió de magnitud aparent +4,41. Comparteix la denominació de Bayer «Khi» amb Khi² d'Orió, si bé no existeix relació física entre elles: mentre que Khi¹ d'Orió és un estel proper distant 28,7 anys llum, Khi² d'Orió es troba a uns 4.900 anys llum del sistema solar.

## Característiques
Khi¹ d'Orió és una nana groga de tipus espectral G0V, no gaire diferent del Sol, amb una temperatura de 5.942 ± 26 K, uns 160 K més calenta que el nostre estel. La seva lluminositat és un 8% superior a la lluminositat solar i la seva massa és amb prou feines un 3% major que la del Sol. Quant a la seva grandària, té un radi de 1,047 ± 0,053 radis solars. El seu període de rotació és menys d'un terç del que té el Sol, que fa que es produïsca activitat magnètica i radiació X. Amb una edat estimada de 100 milions d'anys, sembla ser molt més jove que el nostre estel, l'edat del qual és de 4.600 milions d'anys. Mostra una metal·licitat comparable a la solar ([Fe/H] = -0,04).
Khi¹ d'Orió forma part del corrent d'estels de l'Associació estel·lar de l'Ossa Major. L'estel conegut més proper a ell és la nana roja Gliese 232, distant 3,6 anys llum.

## Companya estel·lar
Khi¹ d'Orió té una companya estel·lar de 0,15 masses solars que completa una òrbita al voltant d'ella cada 14,1 anys. A una distància mitjana de 6,1 ua, gira en una òrbita excèntrica (ε = 0,45) que fa la separació entre ambdues varie entre 3,3 i 8,9 ua. Considerant la joventut del sistema, la companya de baixa massa possiblement encara estiga en el procés d'ajust intern i no ha arribat a l'anomenada «edat zero», moment en el qual es comença a comptabilitzar l'edat d'un estel. A partir d'aquest punt començarà la seva marxa com una nana roja de tipus M6.